# Collégiale Saint-Montain de La Fère
 (août 2010).
Si vous disposez d'ouvrages ou d'articles de référence ou si vous connaissez des sites web de qualité traitant du thème abordé ici, merci de compléter l'article en donnant les références utiles à sa vérifiabilité et en les liant à la section « Notes et références ».
L’église collégiale Saint-Montain est une ancienne collégiale située à la Fère dans le département français de l'Aisne, et aujourd'hui classée au titre des monuments historiques en 1921.
La princesse Marie de Luxembourg, dame de La Fère, a apporté de nombreuses transformations pendant la Renaissance, à cette église romane.

## Historique

### Légende de saint Montain
Suivant les archives de l’Aisne et de La Fère, vers 437, un ermite aveugle dénommé Montan ou Montain, évangélisateur persécuté par les Barbares, se réfugie dans la Phara ou Fara mérovingienne (La Fère). Les mérites et les vertus du pieux solitaire saint Montain (qui avait prédit à Célinie la naissance de son dernier fils, saint Remi, devenu plus tard archevêque de Reims et qui baptisa Clovis), se répandit dans tout le pays et pendant quinze années, lui attira de nombreux pèlerins. 
Il existait encore en 1897 dans la prairie du « Parc », une source appelée « fosse Saint-Montain » où il guérissait les malades, surtout les enfants. Selon toute vraisemblance, ce fut pour honorer sa mémoire que l'église de La Fère fut placée sous le patronage du bienheureux saint Montain, et la fête Saint-Montain du 17 mai attirait encore foule de pèlerins au début du XXe siècle.

### Origine de l’église Saint-Montain
C’est sans doute à l’emplacement de la grotte où Montain réunissait ses disciples, que l'église de La Fère fut construite dès la fin du Xe siècle sous l'épiscopat d'Élinaud, évêque de Laon (la partie la plus ancienne serait l'ancien portail de cette église dont la patine remonte aux VIIIe et IXe siècles), jusqu’au XVIe siècle (on a pu relever sur les fondations la marque de 1261). 

## Architecture
Voici la description qu'a donnée de l’ancien portail de l’église Émile Lecygne, peintre natif de La Fère, élève d'Ary-Scheffer dans une lettre de protestation en août 1853 : 
« …démolir en effet un portail du XIe siècle, voilà ce projet… Le portail de l'église Saint-Montain de La Fère est une ogive extrêmement surbaissée, se rapprochant beaucoup du plein cintre roman, dont elle possède, du reste, tout le caractère d'ornementation, dentelures, zigzags, chevrons, et qui a pour supports quatre petites colonnes purement romanes, mais aujourd'hui mutilées. En un mot, c'est un des mélanges bien plus rares encore que les œuvres distinctes de l'une ou de l'autre époque. C'est une date dans l'histoire de l'art architectural au Moyen Âge et quelle date ! Un siècle d'antériorité sur Notre-Dame de Paris. Voilà ce que l'on veut aujourd'hui démolir sous le prétexte que l'exhaussement du terrain, dit-on, a trop abaissé cette voûte… ».
Autrefois, l’église-collégiale Saint Montain comportait une tourelle en bois qui dut servir de guet. Elle était reliée au château très proche, pour renforcer mutuellement leur défense, souvent mise à l'épreuve. La rue de l’église et la rue du collège se terminaient chacune en impasse pour aboutir à l’église. Elles étaient séparées par les terrains du château et leur jonction n’eut lieu que vers 1850. Dans le clocher de La Fère, dès 1618, on avait établi de jour et de nuit, un service de guet auquel étaient assujettis tous les ecclésiastiques de la ville. On peut voir dans l’église qu’il reste encore une meurtrière.
Le clocher de l'église Saint-Montain avait été érigé en 1588. Un siècle et demi, plus tard, cette construction fut détruite en grande partie par le feu du ciel, dans la nuit du 3 au 4 février 1732. Plus tard en 1787, un nouvel orage fit tomber la foudre sur le clocher rétabli, mais ne lui occasionna qu'une légère dégradation à sa partie supérieure. Puis la Révolution française, qui voyait en ces pyramides altières, la domination du pouvoir religieux, vint détruire, jusqu'au niveau des toits, les clochers de l'église Saint-Montain, de l'hôpital, de l'hôtel-Dieu, de l'abbaye du Calvaire et de la chapelle Saint-Firmin, dans le faubourg du même nom. Ce travail fut réalisé par un Chaunois du nom de… Montain Soret, investi par arrêté révolutionnaire du 18 novembre 1793. Ces cinq clochers furent adjugés le même jour, 25 janvier 1794, pour la somme totale de 1 341 livres.
Autrefois, les archives nous précisent que l’église-collégiale Saint-Montain comportait quatorze chapelles dédiées à saint Montain, Marie-Madeleine, Notre-Dame du Mont-Carmel, sainte Anne, Notre-Dame du Rosaire, Notre-Dame du Saint-Sépulcre, saint Martin, saint Nicolas… Aujourd'hui, il en reste quatre, vouées à la Vierge, à saint Montain, à saint Joseph et au Sacré-Cœur de Jésus.

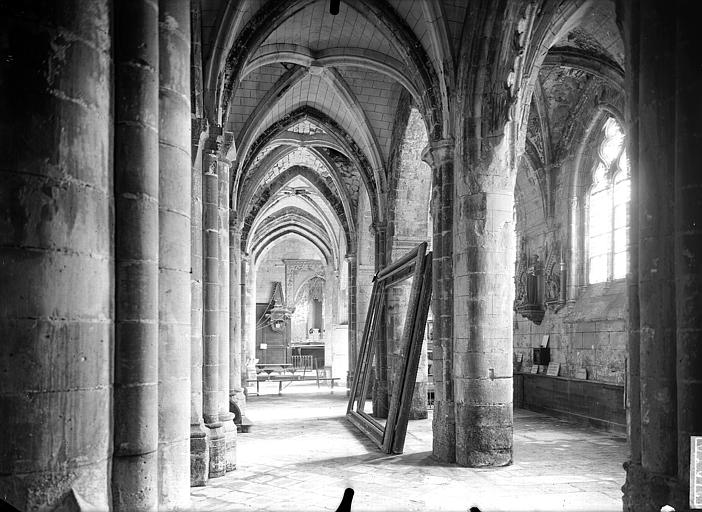
Bas-côté sud (1920).
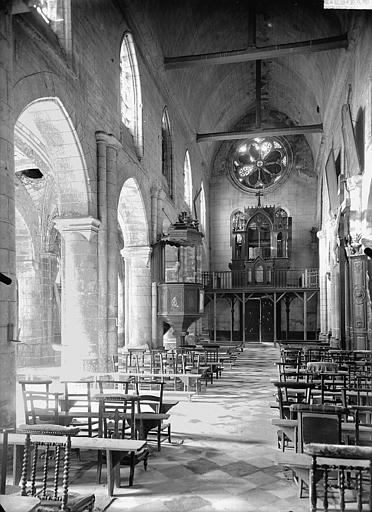
Nef vue du chœur (1920).
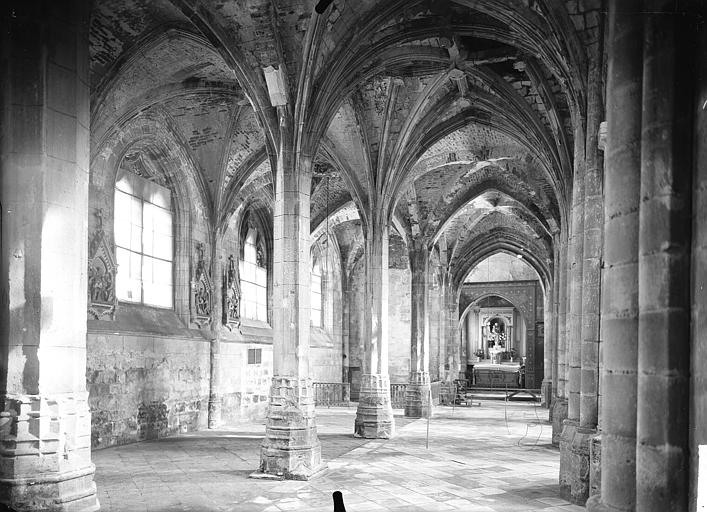
Bas-côté nord (1920).
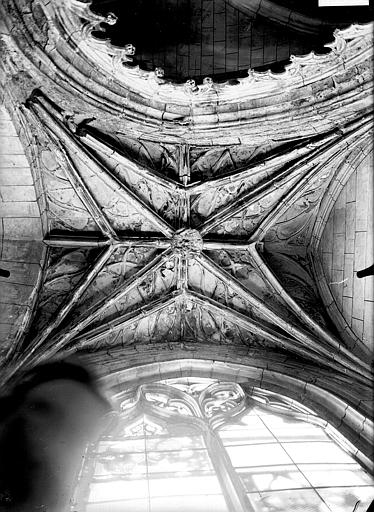
Voûtes d'une chapelle sud (1920).

En 1980, les services des beaux-arts (avec l'aide de la municipalité de La Fère et des bénévoles du syndicat d’initiative), entreprirent des réparations au niveau de certaines sections en mauvais état. On y retrouva des fragments d'architecture funéraire, ex-votos, pierres tombales fracturées, difficilement identifiables, de personnages inhumés dans l'église (publication faite en 1988 d'après les Registres des Archives locales et les Registres départementaux), des carreaux reconstituables, qui montrent la beauté des chapelles en place avant la Révolution, un enfeu du XVIe siècle…